# 능가사

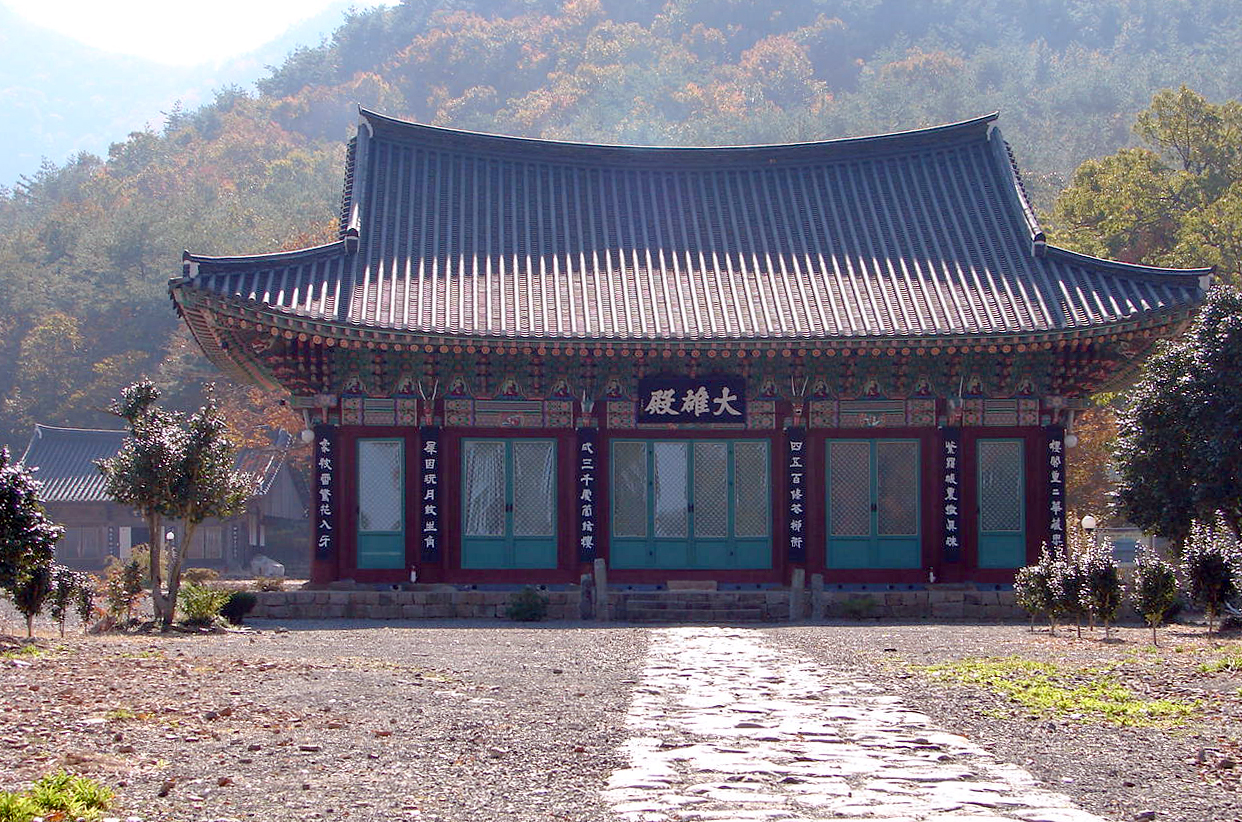
대웅전

능가사(楞伽寺)는 전라남도 고흥군 점암면 성기리 369에 있는 조계종 사찰이다.

## 역사
능가사는 고흥 능가사 사적비에 의하면, 신라 눌지왕 3년(419년)에 아도화상이 창건하였고, 창건 당시에는 ‘보현사’라 이름하였다 한다. 임진왜란으로 불에 타 버린 것을 인조 22년(1644년) 정현대사가 다시 건물을 지어 ‘능가사’라 고쳐 부르게 되었다. 사천왕상이 있는 천왕문은 조선 현종 7년(1666년)에 처음 지어진 후 순조 24년(1824년), 1931년에 다시 고쳐 지어졌다.

## 소장 문화재
- 고흥 능가사 대웅전 - 보물 제1307호
- 고흥 능가사 동종 - 보물 제1557호
- 고흥 능가사 목조석가여래삼존상 및 십육나한상 일괄 - 보물 2137호
- 고흥 능가사 사적비 - 전라남도 시도유형문화재 제70호
- 고흥 능가사 목조사천왕상 - 전라남도 시도유형문화재 제224호
- 고흥 능가사 추계당 및 사영당 부도 - 전라남도 시도유형문화재 제264호